# الیز کریستی
الیز کریستی (زاده ۱۳ اوت ۱۹۹۰) یک اسکیت‌باز در رشته اسکیت سرعت مسیر کوتاه بریتانیایی است. او توسط نیکی گوچ هدایت می‌شد و در ماده ۱۰۰۰ متر تخصص داشت. او ده بار دارنده مدال طلای اروپا، از جمله دو عنوان کلی اروپا در سال‌های ۲۰۱۵ و ۲۰۱۶ است. در مسابقات قهرمانی جهانی ۲۰۱۷ در روتردام، او عناوین جهانی دوی ۱۰۰۰ متر و ۱۵۰۰ متر را همراه با طلای کلی به دست آورد که او را به عنوان اولین زن بریتانیایی و اولین زن اروپایی که به چنین موفقیتی دست یافته است، نشان می‌دهد.

## اوایل زندگی
کریستی در لیونگستون اسکاتلند در سال ۱۹۹۰ متولد شد. او برای تحصیل در دانشگاه سنت مارگارت در لیونگستون شرکت کرد. بعداً، او تحصیلات خود را در کالج لوگبورو ادامه داد و در برنامه ورزشی آموزش سطح پیشرفته در پیشرفت ورزشی (ای‌ای‌اس‌ای) شرکت کرد.
کریستی که در اصل یک اسکیت‌باز نمایشی بود، حدود سن دوازده سالگی به سبک اسکیت سرعت روی آورد. در پانزده سالگی، او تصمیم گرفت که اسکیت سرعت به‌طور جدی دنبال کند و به ناتینگهام نقل مکان کرد تا در مرکز ملی یخ تمرینات تمام وقت را طی کند. او دلیل خود را برای تغییر رشته خود اینگونه بیان کرده است: «من فقط از اینکه اسکیت‌بازها را از لحاظ ظاهر حرکات قضاوت کنند، خوشم نمی‌آمد. من ترجیح می‌دهم برنده مسابقه باشم.»

## حرفه ورزشی

### مسابقات قهرمانی اروپا
در مسابقات اسکیت سرعت مسیر کوتاه اروپا در سال ۲۰۱۰ در درسدن، آلمان، کریستی در ۱۵۰۰ متر و ۳۰۰۰ متر مدال نقره گرفت و در مجموع مدال برنز را از آن خود کرد.
در مسابقات قهرمانی اروپا در سال ۲۰۱۳ در مالمو، سوئد، کریستی در دوی ۱۵۰۰ متر و ۱۰۰۰ متر طلا گرفت و پس از مدافع عنوان قهرمانی آریانا فونتانا از ایتالیا، مدال نقره را به دست آورد.
کریستی عنوان قهرمانی ۱۰۰۰ متر خود را از سال قبل در مسابقات قهرمانی اروپا ۲۰۱۴ در درسدن حفظ کرد. او همچنین به عنوان بخشی از تیم بریتانیا در ماده امدادی ۳۰۰۰ متر مدال نقره گرفت و در ۱۵۰۰ متر به سختی مدال را از دست داد و چهارم شد. در نتیجه، او مدال نقره کلی را پشت سر دارنده مدال طلا یورن تر مورس از هلند به دست آورد.
او پس از کسب طلا در ۵۰۰ متر و ۱۵۰۰ متر و دوم شدن در سوپر فینال ۳۰۰۰ متر، اولین عنوان اروپایی خود را در مسابقات قهرمانی اروپا ۲۰۱۵ در دوردرخت هلند به دست آورد.
در مسابقات قهرمانی اروپا در سال ۲۰۱۶ در سوچی روسیه، کریستی پس از کسب طلا در ماده‌های ۵۰۰ متر، ۱۰۰۰ متر و ۱۵۰۰ متر، عنوان کلی اروپا خود را حفظ کرد.
کریستی در مسابقات قهرمانی اروپا ۲۰۱۷ شرکت نکرد زیرا روی تمرینات برای مسابقات قهرمانی جهانی ۲۰۱۷ متمرکز بود.

### مسابقات جهانی
در مسابقات جهانی اسکیت سرعت مسیرهای کوتاه ۲۰۱۳ در دبرسن مجارستان، کریستی در ۱۰۰۰ متر مدال برنز گرفت. علاوه بر این کریستی قهرمان دوی ۱۰۰۰ متر برای فصل ۲۰۱۲–۲۰۱۳ جام جهانی بود.
در مسابقات جهانی اسکیت سرعت پیست کوتاه ۲۰۱۴ در مونترال، کبک، کانادا، کریستی در ۵۰۰ متر مدال نقره گرفت و در مجموع چهارم شد.
در مسابقات جهانی اسکیت سرعت مسیرهای کوتاه ۲۰۱۵ در مسکو، روسیه، کریستی دو نقره در ۵۰۰ متر و ۱۰۰۰ متر به دست آورد و اولین اسکیت باز بریتانیایی شد که دو مدال در مسابقات جهانی اسکیت سرعت در مسیر کوتاه کسب کرد.
در مسابقات جهانی اسکیت سرعت مسیرهای کوتاه ۲۰۱۶ در سئول، کره جنوبی، کریستی در مجموع چهار مدال به دست آورد و در ۱۵۰۰ متر برنز گرفت و سپس نقره در ۱۰۰۰ متر و در ۳۰۰۰ متر نیز مدال برنز گرفت و برنز کلی را از آن خود کرد.
در مسابقات جهانی اسکیت سرعت مسیرهای کوتاه ۲۰۱۷ در روتردام هلند، او اولین زن بریتانیایی بود که توانست با کسب مدال طلا در ۱۵۰۰ متر قهرمانی جهانی اسکیت سرعت را به دست آورد. او همچنین در ۵۰۰ متر چهارم شد و پس از کسب دومین طلا در ۱۰۰۰ متر و یک برنز در ۳۰۰۰ متر به طلای کلی دست یافت و اولین اسکیت باز غیرآسیایی شد که عنوان قهرمانی زنان جهان را در ۲۳ سال گذشته به دست آورد.